# À l'Olympia 1967
Albums de Gilbert Bécaud
Le Rideau rouge bécaud
(1969)
Ce 33 tours 30cm (La Voix de son Maître - CFELP 1338) À l'Olympia 1967 ou Bécaud à l'Olympia a été enregistré en public
les 16 & 17 novembre 1967. Gilbert Bécaud est accompagné par Gilbert Sigrist et le Grand Orchestre de l'Olympia
sous la direction de Raymond Bernard. (CFELP 1338)

## Pistes
Les douze pistes de cet album sont :

### Face A
1. Le Petit Oiseau de toutes les couleurs (Maurice Vidalin/Gilbert Bécaud) [3 min 0 s]
2. Les Cloches (Louis Amade/Gilbert Bécaud) [2 min 15 s]
3. Les Jours meilleurs (Maurice Vidalin/Gilbert Bécaud) [2 min 20 s]
4. Mes hommes à moi (Maurice Vidalin/Gilbert Bécaud) [3 min 20 s]
5. Seul sur son étoile (Maurice Vidalin/Gilbert Bécaud) [2 min 55 s]
6. Petit Jean (Pierre Delanoë, Frank Thomas/Gilbert Bécaud) [1 min 55 s][2]
7. Les Petites Mad'maselles (Maurice Vidalin/Gilbert Bécaud) [3 min 0 s]

### Face B
1. La Rivière (Maurice Vidalin/Gilbert Bécaud) [5 min 30 s]
2. Mademoiselle Lise (Maurice Vidalin/Gilbert Bécaud) [2 min 35 s]
3. Je reviens te chercher (Pierre Delanoë/Gilbert Bécaud) [2 min 35 s]
4. L'important c'est la rose (Louis Amade/Gilbert Bécaud) [3 min 5 s]
5. Nathalie (Pierre Delanoë/Gilbert Bécaud) [3 min 50 s]